# Gran Premio motociclistico di Germania 2016
Il Gran Premio motociclistico di Germania 2016 è stato la nona prova del motomondiale del 2016; si è svolto il 17 luglio sul circuito del Sachsenring e ha visto la vittoria di Marc Márquez in MotoGP, di Johann Zarco in Moto2 e di Khairul Idham Pawi in Moto3.

## MotoGP
Disputatasi quale ultima gara della giornata, è iniziata con il circuito ancora bagnato dalla pioggia ma con le condizioni atmosferiche che andavano migliorando. In questo modo è stato praticamente obbligatorio per i piloti il cambio di motocicletta durante la corsa; tra i primi a procedere con l'operazione è stato lo spagnolo Marc Márquez che, una volta che tutti avevano completato l'operazione, si è trovato in testa alla corsa tagliando il traguardo per primo. Alle sue spalle il britannico Cal Crutchlow e l'italiano Andrea Dovizioso.
La classifica provvisoria del campionato vede sempre più in testa lo spagnolo Márquez davanti al connazionale Jorge Lorenzo e all'italiano Valentino Rossi.

### Arrivati al traguardo
| Pos. | Nº | Pilota           | Squadra                       | Motocicletta       | Giri | Tempo     | Griglia | Punti |
| ---- | -- | ---------------- | ----------------------------- | ------------------ | ---- | --------- | ------- | ----- |
| 1º   | 93 | Marc Márquez     | Repsol Honda                  | Honda RC213V       | 30   | 47'03.239 | 1º      | 25    |
| 2º   | 35 | Cal Crutchlow    | LCR Honda                     | Honda RC213V       | 30   | +9.857    | 13º     | 20    |
| 3º   | 4  | Andrea Dovizioso | Ducati Team                   | Ducati Desmosedici | 30   | +11.613   | 7º      | 16    |
| 4º   | 45 | Scott Redding    | Octo Pramac Yakhnich          | Ducati Desmosedici | 30   | +11.992   | 15º     | 13    |
| 5º   | 29 | Andrea Iannone   | Ducati Team                   | Ducati Desmosedici | 30   | +22.755   | 9º      | 11    |
| 6º   | 26 | Dani Pedrosa     | Repsol Honda                  | Honda RC213V       | 30   | +25.920   | 10º     | 10    |
| 7º   | 43 | Jack Miller      | Estrella Galicia 0,0 Marc VDS | Honda RC213V       | 30   | +26.043   | 16º     | 9     |
| 8º   | 46 | Valentino Rossi  | Movistar Yamaha               | Yamaha YZR-M1      | 30   | +26.449   | 3º      | 8     |
| 9º   | 8  | Héctor Barberá   | Avintia Racing                | Ducati Desmosedici | 30   | +26.614   | 2º      | 7     |
| 10º  | 19 | Álvaro Bautista  | Aprilia Racing Team Gresini   | Aprilia RS-GP      | 30   | +31.274   | 19º     | 6     |
| 11º  | 50 | Eugene Laverty   | Pull & Bear Aspar             | Ducati Desmosedici | 30   | +41.208   | 18º     | 5     |
| 12º  | 25 | Maverick Viñales | Suzuki Ecstar                 | Suzuki GSX-RR      | 30   | +42.158   | 6º      | 4     |
| 13º  | 38 | Bradley Smith    | Monster Yamaha Tech 3         | Yamaha YZR-M1      | 30   | +1'03.129 | 14º     | 3     |
| 14º  | 41 | Aleix Espargaró  | Suzuki Ecstar                 | Suzuki GSX-RR      | 30   | +1'06.091 | 8º      | 2     |
| 15º  | 99 | Jorge Lorenzo    | Movistar Yamaha               | Yamaha YZR-M1      | 30   | +1'17.694 | 11º     | 1     |
| 16º  | 53 | Esteve Rabat     | Estrella Galicia 0,0 Marc VDS | Honda RC213V       | 29   | +1 giro   | 21º     |       |
| 17º  | 76 | Loris Baz        | Avintia Racing                | Ducati Desmosedici | 28   | +2 giri   | 20º     |       |
| 18º  | 68 | Yonny Hernández  | Pull & Bear Aspar             | Ducati Desmosedici | 27   | +3 giri   | 12º     |       |

### Ritirati
| Nº | Pilota          | Squadra               | Motocicletta       | Giri | Griglia |
| -- | --------------- | --------------------- | ------------------ | ---- | ------- |
| 44 | Pol Espargaró   | Monster Yamaha Tech 3 | Yamaha YZR-M1      | 17   | 5º      |
| 9  | Danilo Petrucci | Octo Pramac Yakhnich  | Ducati Desmosedici | 12   | 4º      |

## Moto2
La gara della classe intermedia si è disputata su un circuito con condizioni di aderenza abbastanza precaria a causa del maltempo e sono state molte le cadute, con piloti che sono incorsi anche in più di un fuoripista. In questo modo sono stati solo 15 i piloti classificati al termine delle gare: la vittoria è stata del francese Johann Zarco davanti al tedesco Jonas Folger e allo spagnolo Julián Simón.
Zarco comanda anche la classifica provvisoria del campionato dopo questa che è la sua quarta vittoria stagionale; alle sue spalle lo spagnolo Álex Rins distaccato di 25 punti e il britannico Sam Lowes distaccato di 30 punti con entrambi gli inseguitori che non hanno tagliato il traguardo.

### Arrivati al traguardo
| Pos. | Nº | Pilota              | Squadra                    | Motocicletta       | Tempo     | Griglia | Punti |
| ---- | -- | ------------------- | -------------------------- | ------------------ | --------- | ------- | ----- |
| 1º   | 5  | Johann Zarco        | Ajo Motorsport             | Kalex Moto2        | 47'18.646 | 2       | 25    |
| 2º   | 94 | Jonas Folger        | Dynavolt Intact GP         | Kalex Moto2        | +0,059    | 13      | 20    |
| 3º   | 60 | Julián Simón        | QMMF Racing                | Speed Up SF16      | +20,433   | 17      | 16    |
| 4º   | 54 | Mattia Pasini       | Italtrans Racing           | Kalex Moto2        | +30,455   | 20      | 13    |
| 5º   | 7  | Lorenzo Baldassarri | Forward Racing             | Kalex Moto2        | +31,771   | 7       | 11    |
| 6º   | 10 | Luca Marini         | Forward Racing             | Kalex Moto2        | +34,201   | 15      | 10    |
| 7º   | 55 | Hafizh Syahrin      | Petronas Raceline Malaysia | Kalex Moto2        | +41,942   | 11      | 9     |
| 8º   | 2  | Jesko Raffin        | Sports-Millions-EMWE-SAG   | Kalex Moto2        | +47,955   | 19      | 8     |
| 9º   | 32 | Isaac Viñales       | Tech 3 Racing              | Tech 3 Mistral 610 | +49,759   | 24      | 7     |
| 10º  | 77 | Dominique Aegerter  | CarXpert Interwetten       | Kalex Moto2        | +51,047   | 23      | 6     |
| 11º  | 30 | Takaaki Nakagami    | Idemitsu Honda Team Asia   | Kalex Moto2        | +1'05.386 | 1       | 5     |
| 12º  | 87 | Remy Gardner        | Tasca Racing               | Kalex Moto2        | +1'13.865 | 21      | 4     |
| 13º  | 70 | Robin Mulhauser     | CarXpert Interwetten       | Kalex Moto2        | +1'19.545 | 26      | 3     |
| 14º  | 57 | Edgar Pons          | Paginas Amarillas HP 40    | Kalex Moto2        | +1'30.502 | 27      | 2     |
| 15º  | 11 | Sandro Cortese      | Dynavolt Intact GP         | Kalex Moto2        | +2 giri   | 6       | 1     |

### Ritirati
| Nº | Pilota              | Squadra                       | Motocicletta       | Giri | Griglia |
| -- | ------------------- | ----------------------------- | ------------------ | ---- | ------- |
| 40 | Álex Rins           | Paginas Amarillas HP 40       | Kalex Moto2        | 26   | 3       |
| 21 | Franco Morbidelli   | Estrella Galicia 0,0 Marc VDS | Kalex Moto2        | 26   | 5       |
| 22 | Sam Lowes           | Federal Oil Gresini           | Kalex Moto2        | 25   | 10      |
| 73 | Álex Márquez        | Estrella Galicia 0,0 Marc VDS | Kalex Moto2        | 24   | 8       |
| 19 | Xavier Siméon       | QMMF Racing                   | Speed Up SF16      | 22   | 18      |
| 12 | Thomas Lüthi        | Garage Plus Interwetten       | Kalex Moto2        | 17   | 12      |
| 49 | Axel Pons           | AGR Team                      | Kalex Moto2        | 10   | 14      |
| 14 | Ratthapark Wilairot | Idemitsu Honda Team Asia      | Kalex Moto2        | 8    | 25      |
| 24 | Simone Corsi        | Speed Up Racing               | Speed Up SF16      | 5    | 4       |
| 97 | Xavi Vierge         | Tech 3 Racing                 | Tech 3 Mistral 610 | 5    | 22      |
| 23 | Marcel Schrötter    | AGR Team                      | Kalex Moto2        | 4    | 9       |
| 44 | Miguel Oliveira     | Leopard Racing                | Kalex Moto2        | 3    | 16      |

## Moto3
Già durante le prove diversi piloti sono caduti e per tre di essi, gli italiani Niccolò Antonelli e Fabio Spiranelli e la spagnola María Herrera è stato impossibile prendere la partenza a causa delle fratture subite.
La gara, disputatasi sotto la pioggia, ha visto il dominio del pilota malese Khairul Idham Pawi che ha ottenuto la sua seconda vittoria dell'anno e in carriera dopo quella del Gran Premio motociclistico d'Argentina 2016 disputato anch'esso in condizioni atmosferiche avverse.
Sugli altri gradini del podio due piloti italiani, Andrea Locatelli (al primo podio in carriera nel motomondiale) e Enea Bastianini che era partito dalla pole position.
La classifica provvisoria del campionato continua a essere guidata dal sudafricano Brad Binder con 47 punti di vantaggio sullo spagnolo Jorge Navarro e 66 sull'italiano Romano Fenati.

### Arrivati al traguardo
| Pos. | Nº | Pilota                | Squadra                    | Motocicletta   | Tempo     | Griglia | Punti |
| ---- | -- | --------------------- | -------------------------- | -------------- | --------- | ------- | ----- |
| 1º   | 89 | Khairul Idham Pawi    | Honda Team Asia            | Honda NSF250R  | 47'07.763 | 20      | 25    |
| 2º   | 55 | Andrea Locatelli      | Leopard Racing             | KTM RC 250 GP  | +11,131   | 2       | 20    |
| 3º   | 33 | Enea Bastianini       | Gresini Racing             | Honda NSF250R  | +13,359   | 1       | 16    |
| 4º   | 84 | Jakub Kornfeil        | Drive M7 SIC Racing        | Honda NSF250R  | +18,541   | 15      | 13    |
| 5º   | 4  | Fabio Di Giannantonio | Gresini Racing             | Honda NSF250R  | +20,62    | 22      | 11    |
| 6º   | 17 | John McPhee           | Peugeot MC Saxoprint       | Peugeot MGP3O  | +20,698   | 8       | 10    |
| 7º   | 9  | Jorge Navarro         | Estrella Galicia 0,0       | Honda NSF250R  | +20,91    | 5       | 9     |
| 8º   | 41 | Brad Binder           | Red Bull KTM Ajo           | KTM RC 250 GP  | +23,333   | 6       | 8     |
| 9º   | 95 | Jules Danilo          | Ongetta-Rivacold           | Honda NSF250R  | +30,318   | 7       | 7     |
| 10º  | 21 | Francesco Bagnaia     | Pull & Bear Aspar Mahindra | Mahindra MGP3O | +31,095   | 11      | 6     |
| 11º  | 24 | Tatsuki Suzuki        | CIP-Unicom Starker         | Mahindra MGP3O | +37,688   | 23      | 5     |
| 12º  | 64 | Bo Bendsneyder        | Red Bull KTM Ajo           | KTM RC 250 GP  | +45,005   | 4       | 4     |
| 13º  | 19 | Gabriel Rodrigo       | RBA Racing                 | KTM RC 250 GP  | +47,793   | 14      | 3     |
| 14º  | 11 | Livio Loi             | RW Racing GP BV            | Honda NSF250R  | +48,073   | 16      | 2     |
| 15º  | 44 | Arón Canet            | Estrella Galicia 0,0       | Honda NSF250R  | +56,921   | 3       | 1     |
| 16º  | 10 | Alexis Masbou         | Peugeot MC Saxoprint       | Peugeot MGP3O  | +1'10.787 | 24      |       |
| 17º  | 65 | Philipp Öttl          | Schedl GP Racing           | KTM RC 250 GP  | +1'13.873 | 19      |       |
| 18º  | 5  | Romano Fenati         | SKY Racing Team VR46       | KTM RC 250 GP  | +1'14.813 | 17      |       |
| 19º  | 97 | Maximillian Kappler   | KRM-RZT                    | KTM RC 250 GP  | +1'15.203 | 26      |       |
| 20º  | 43 | Stefano Valtulini     | 3570 Team Italia           | Mahindra MGP3O | +1'15.434 | 29      |       |
| 21º  | 27 | Tim Georgi            | Freudenberg Racing         | KTM RC 250 GP  | +1'23.906 | 31      |       |
| 22º  | 22 | Danny Webb            | Platinum Bay Real Estate   | Mahindra MGP3O | +1'38.548 | 32      |       |
| 23º  | 20 | Fabio Quartararo      | Leopard Racing             | KTM RC 250 GP  | +1 giro   | 12      |       |

### Ritirati
| Nº | Pilota           | Squadra                    | Motocicletta   | Giri | Griglia |
| -- | ---------------- | -------------------------- | -------------- | ---- | ------- |
| 8  | Nicolò Bulega    | SKY Racing Team VR46       | KTM RC 250 GP  | 14   | 21      |
| 7  | Adam Norrodin    | Drive M7 SIC Racing        | Honda NSF250R  | 12   | 25      |
| 76 | Hiroki Ono       | Honda Team Asia            | Honda NSF250R  | 11   | 9       |
| 88 | Jorge Martín     | Pull & Bear Aspar Mahindra | Mahindra MGP3O | 10   | 10      |
| 16 | Andrea Migno     | SKY Racing Team VR46       | KTM RC 250 GP  | 10   | 27      |
| 40 | Darryn Binder    | Platinum Bay Real Estate   | Mahindra MGP3O | 8    | 28      |
| 58 | Juanfran Guevara | RBA Racing                 | KTM RC 250 GP  | 8    | 13      |
| 77 | Lorenzo Petrarca | 3570 Team Italia           | Mahindra MGP3O | 7    | 30      |
| 36 | Joan Mir         | Leopard Racing             | KTM RC 250 GP  | 0    | 8       |